# Beebea
Beebea és un gènere monotípic d'arnes de la família Crambidae. Conté només una espècie, Beebea guglielmi, que es troba a les illes Galápagos.